# Union générale des travailleurs de Guadeloupe
L'Union générale des travailleurs de Guadeloupe (UGTG), Unyon Général a Travayè Gwadloup en créole guadeloupéen, est une organisation syndicale guadeloupéenne, fondée le 2 décembre 1973.
L’UGTG est une centrale syndicale « regroupant les travailleurs de Guadeloupe, sans distinction de race, d’opinion publique, philosophique, religieuse, unis par la volonté de défendre leurs intérêts matériels et moraux ». 
Depuis son origine, elle est dirigée par des militants issus du mouvement indépendantiste guadeloupéen,. 
Aujourd'hui l'UGTG est le syndicat majoritaire en Guadeloupe. Elle a obtenu 51,67 % des voix aux élections prud'homales du 3 décembre 2008; soit une progression de 4 points par rapport aux prud'hommes 2002. Ce score place l'UGTG loin devant les autres organisations syndicales guadeloupéennes telles que la CGT-G (20 %) et la Centrale des Travailleurs Unis (9 %).